# Stația meteorologică Vârful Omu
Stația meteorologică Vârful Omu este cea mai înaltă stație meteorologică locuită permanent din România. Este situată pe Vârful Omu, în Munții Bucegi, la altitudinea de 2.505 m.

## Istorie
Măsurătorile meteo la Vârful Omu au debutat în 1927, la inițiativa profesorului Emil Teodorescu și a Serviciului Meteorologic Român. Scopul principal era de a studia condițiile meteorologice extreme de la altitudini mari și de a contribui la cercetarea climatologică din Carpați.
În primii ani, observațiile se făceau manual, fiind transmise prin radio, iar condițiile de trai erau extrem de dificile din cauza izolării și a vremii aspre. Clădirea stației meteo a fost construită în 1962.

## Localizare
Stația se află pe Vârful Omu din Munții Bucegi, care face parte din lanțul Carpaților Meridionali. Este amplasată lângă cabana Omu, la o altitudine de 2.505 m. Stația poate fi accesată doar pe jos sau cu mașini speciale de teren. Cele mai populare trasee pornesc din: Bușteni, Sinaia și Peștera.

## Importanța stației
Stația meteorologică Vârful Omu are o importanță crucială pentru: monitorizarea vremii extreme, studiul schimbărilor climatice, prognoza vremii pentru zonele montane și înregistrarea recordurilor meteorologice.

### Date meteorologice
Stația înregistrează zilnic date despre:
- Temperatura aerului
- Umiditatea
- Presiunea atmosferică
- Direcția și viteza vântului
- Cantitatea de precipitații
- Radiația solară

### Recorduri meteorologice
- Cea mai scăzută temperatură înregistrată: –38,5°C (18 ianuarie 1942)
- Viteza maximă a vântului: peste 150 km/h
- Cea mai joasă temperatură medie anuală: Aproximativ -2°C
- Numărul mediu de zile cu zăpadă pe an: Peste 200 de zile

### Rolul stației în cercetare
Stația oferă date esențiale pentru cercetările climatologice din România. De asemenea, contribuie la rețeaua globală de stații meteorologice, ajutând la realizarea prognozelor meteorologice la scară internațională.

## Condițiile de muncă
Meteorologii care lucrează la stație trebuie să facă observații la fiecare 3 ore, indiferent de condițiile meteo. Ei nu trebuie însă să iasă pentru a citi valorile, stația fiind digitală. Angajații rucrează în ture de 2-3 săptămâni.